# 2000 AM199
2000 AM199 är en asteroid i huvudbältet som upptäcktes den 9 januari 2000 av LINEAR i Socorro County, New Mexico.
Den tillhör asteroidgruppen Eos.